# آلبرت گیگر
آلبرت گیگر (انگلیسی: Albert Giger; ۷ october ۱۹۴۶ – ۴ سپتامبر ۲۰۲۱) ورزشکار اسکی صحرانوردی اهل سوئیس بود.
وی در مسابقات کشوری و بین‌المللی در مجموع برندهٔ ۱ مدال برنز شده‌است.